# Irnfried von Wechmar

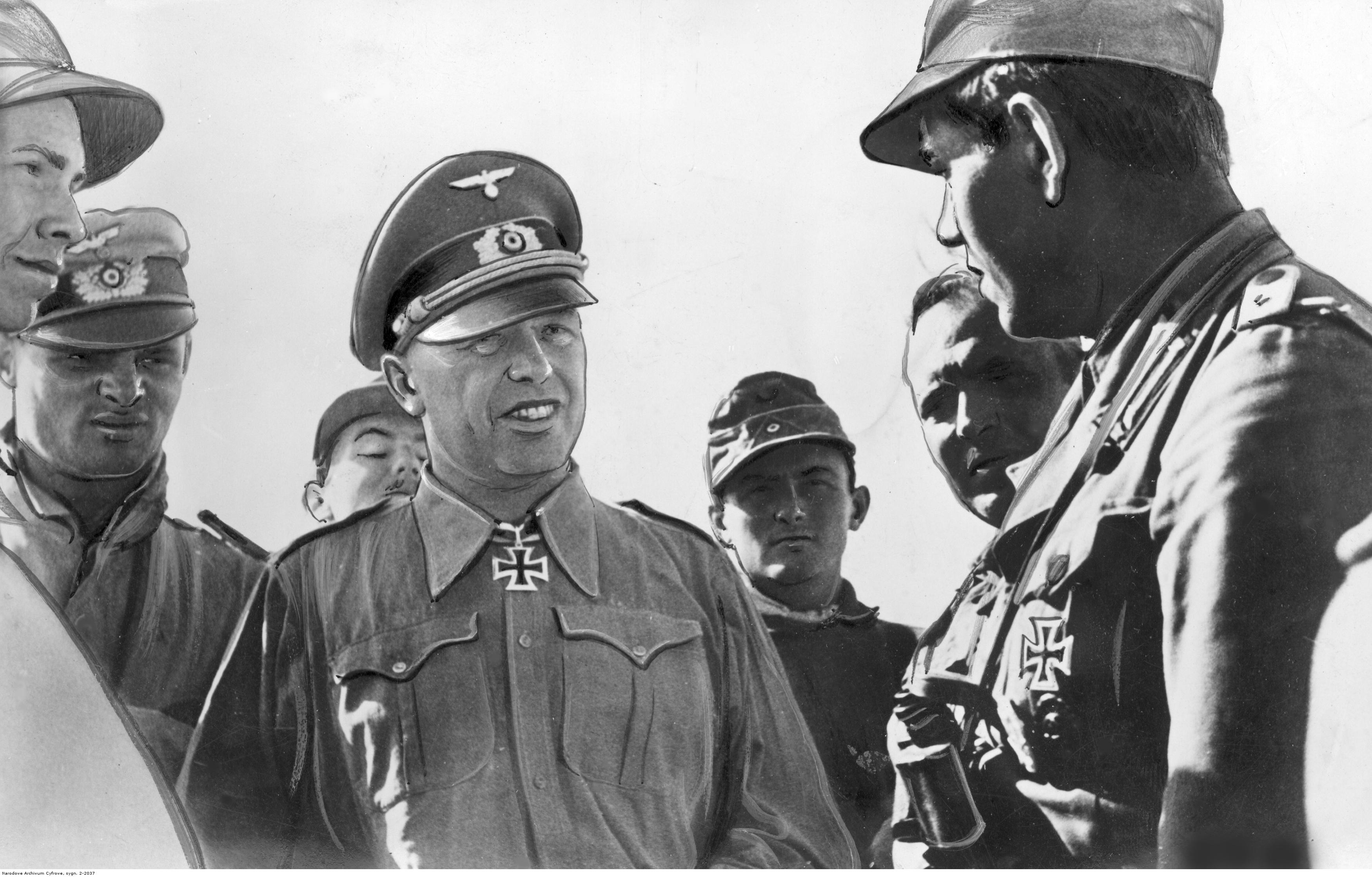
Irnfried Freiherr von Wechmar, Mai 1941

Irnfried Freiherr von Wechmar (* 12. Februar 1899 in Frankfurt am Main; † 27. November 1959 in Bonn) war ein deutscher Offizier (zuletzt im Rang eines Oberst) und Journalist. In der Nachkriegszeit war er Mitbegründer und erster Vorsitzender der Bundespressekonferenz.  

## Leben

### Familie
Wechmar war das zweite Kind des preußischen Gutsbesitzers und Rittmeisters a. D. Eberhard Friedrich Wilhelm von Wechmar (* 23. August 1866 in Köslitz; 18. Dezember 1929 in Berlin) und seiner Gattin Friederike (Frieda) Stephanie Charlotte Marie (* 15. August 1876 in Mannheim), einer geborenen Freiin von Wechmar der II. Linie. Sein älterer Bruder war der Gutsbesitzer und SA-Führer Eberhard von Wechmar (1897–1934).
Am 5. Mai 1921 heiratete Wechmar in Berlin-Lichterfelde Ilse von Binzer, geschiedene von Trotha (* 22. Februar 1895; † 8. Mai 1980). Sein Sohn Rüdiger war gleichfalls im Staatsdienst.

### Militärkarriere
Er wurde im Kadettenhaus Potsdam und in der Hauptkadettenanstalt Berlin-Lichterfelde erzogen. Mit Beginn des Ersten Weltkriegs 1914 trat er fünfzehnjährig als Fähnrich in das Garde-Fußartillerie-Regiment ein. Nach seiner Ernennung zum Leutnant nahm Wechmar als Artillerieoffizier aktiv an den Kampfhandlungen teil. Kurz vor Ende des Krieges, in dem Wechmar mit dem Eisernen Kreuz II. und I. Klasse ausgezeichnet wurde, wurde er zum Chef einer Batterie ernannt.
Nach dem Krieg diente er zunächst als Offizier im Freiwilligen Landjägerkorps und wurde später in die Reichswehr übernommen. Im Jahr 1922 nahm Wechmar seinen Abschied von der Reichswehr und nahm in Berlin eine Tätigkeit als Journalist auf.
Nach der Machtübernahme der Nationalsozialisten wurde Wechmar reaktiviert und als Hauptmann Chef der Aufklärungsabteilung 3 in Stahnsdorf (bei Berlin). Mit diesem Truppenteil nahm er im Zweiten Weltkrieg an den Feldzügen 1939 gegen Polen und 1940 gegen Frankreich teil.
Im Februar 1941 wurde Wechmar, inzwischen Major, mit seiner Abteilung als Teil des Deutschen Afrikakorps nach Libyen verlegt. Anfang März wurde Wechmar zum Oberstleutnant befördert. Er nahm an den Kämpfen des Afrikakorps und der italienischen Truppen in Nordafrika gegen die Briten teil. Am 13. April 1941 wurde ihm das Ritterkreuz des Eisernen Kreuzes verliehen. Am 16. Januar 1942 wurde er mit dem Deutschen Kreuz in Gold ausgezeichnet und aus Afrika abberufen.
Auf Grund seiner journalistischen Erfahrungen war er von Januar 1942 bis 1943 Chef der Propagandaabteilung des Heeres. Im Jahr 1943 wurde Wechmar zum Oberst befördert und war von 1943 bis 1944 Kommandeur des Panzergrenadierregiments 147 an der Ostfront. Von 1944 bis zum Kriegsende am 8. Mai 1945 war Wechmar der Kommandant des Verteidigungsbereichs Esbjerg-Fanö in Jütland (Dänemark) und geriet hier in britische Kriegsgefangenschaft.

### Nachkriegszeit
Nach seiner Entlassung aus der Kriegsgefangenschaft war Wechmar wieder als Journalist tätig und Korrespondent für mehrere große Zeitungen in Bonn. Hier war er einer der Gründer der Bundespressekonferenz und für ein Jahr auch deren Präsident. Im Jahr 1951 wurde er Pressereferent des Verbandes deutscher Soldaten sowie Chefredakteur der Zeitschrift Soldat im Volk. Im Frühjahr 1959 nahm er an einer Reserveübung der 5. Panzerdivision der Bundeswehr teil und wurde anschließend als Oberst der Reserve der Bundeswehr verabschiedet. Im gleichen Jahr erkrankte Wechmar schwer. Er verstarb am 27. November 1959.

## Auszeichnungen und Ehrungen
- Ehrenritterschaft des Johanniterordens
- Eisernen Kreuz II. und I. Klasse
- 1941: Ritterkreuz des Eisernen Kreuzes
- 1942: Deutsches Kreuz in Gold